# Jean-Marie Bockel
Jean-Marie Bockel (Strasburgo, 22 giugno 1950) è un politico francese.

## Biografia
Jean-Marie Bockel è il figlio di Francis Bockel (1920-2012), notaio e nipote di Louis Bockel (1883-1957), conosciuto nel ruolo di consigliere generale di Alto Reno ed eletto nel cantone di Thann. È inoltre il nipote di Pierre Bockel, ex arciprete della cattedrale di Notre-Dame a Strasburgo e giusto tra le nazioni.
Dopo aver trascorso la sua giovinezza a Thann, frequenta la Facoltà di Giurisprudenza, Scienze Politiche e Management di Strasburgo, consegue un master in giurisprudenza e successivamente riceve il certificato di attitudine per la professione di avvocato.
Nel 1976, apre la sua pratica a Mulhouse e allo stesso tempo, inizia la sua carriera politica ottenendo la carta del Partito socialista nel 1973. 
Nel 1974 diventa segretario della gioventù socialista dell'Alto Reno prendendo sempre di più le vicinanze con il CERES di Jean-Pierre Chevènement, ala sinistra del Partito Socialista. 
È eletto deputato dell'Haut-Rhin a 30 anni nel giugno del 1981 per poi essere eletto per due volte di seguito nel 1986 e nel 1988. 
Diventa segretario di Stato nel 1984 presso il ministro del Commercio, Michel Crépeau. In seguito, ricopre per un breve periodo il ruolo di ministro del commercio, dell'artigianato e del turismo nel 1986. 
Al termine del governo Laurent Fabius, diventa portavoce di Jean-Pierre Chevènement nel movimento conosciuto come "Socialisme et République" nel 1987. Ma, nel 1991, è riconosciuto come uno dei sostenitori più assertivi dell'impegno della Francia insieme agli americani nella Guerra del Golfo che porta a una burrascosa e finale rottura dei rapporti con Jean-Pierre Chevènement.
Dopo aver svolto per un decennio il ruolo di consigliere generale dell'Alto Reno, Jean-Marie Bockel viene eletto sindaco di Mulhouse dal 1989 al 2010.
Dalla fine degli anni '90, sostiene il rinnovamento blairista del Partito socialista, denunciando "l'arcaismo di una parte del Partito Socialista". 
Nel 2001, fonda il club "Modern Left" proponendo un progetto sulla semplificazione della creazione delle imprese, presentando una mozione in tal senso al Congresso di Le Mans nel 2005; la sua mozione riceve lo 0,65% dei voti. Già durante il congresso di Digione del 2003, era stato portavoce di un contributo generale "per un socialismo moderno".
Il 23 maggio 2001, è eletto presidente dell'Associazione dei sindaci delle grandi città della presidenza francese, che abbandona all'inizio di luglio 2007.
Alle elezioni legislative del giugno 2002, viene attaccato fisicamente dalla candidata all'UMP Arlette Grosskost. 
Nel 21 settembre 2004 viene eletto senatore dell'Alto Reno. In contemporanea, continua la sua propaganda per il rinnovo del Partito Socialista: nel dicembre 2005, annuncia la nascita del movimento di riforma e di ristrutturazione per continuare la riflessione derivata dalla sua mozione, presentata al Congresso di Le Mans nel 2005. Il 14 settembre 2006 dello stesso mese, firma una richiesta di sostegno per la nomina socialista di Dominique Strauss-Kahn alle elezioni presidenziali francesi del 2007, insieme alla firma di altri 15 senatori, 8 deputati e 2 deputati. Dopo la nomina di Ségolène Royal per le elezioni presidenziali del 2007, assume la direzione di un comitato di supporto in suo favore nell'Alto Reno. 
Guida la Federazione delle industrie ferroviarie dal 2005 al 2007.
In seguito all'elezione del Presidente della repubblica Nicolas Sarkozy e la vittoria della destra nell'elezioni legislative francesi del 2007, accetta, in nome dell'apertura richiesta dal Presidente della Repubblica, la sua nomina a Segretario di Stato e a Ministro degli affari esteri del governo Fillon (2) il 19 giugno 2007. 
Viene dunque escluso dal Partito Socialista, commentando la sua uscita con queste parole:
"Sono dieci anni che lavoro, che milito senza molto successo per la modernizzazione del PS, per sostenere in ogni caso idee più social-liberali, blairiste, idee che forse ci avrebbero permesso inoltre di vincere la presidenza se avessimo saputo difenderle di più."
Il 26 settembre 2007 fonda La Gauche moderne, un movimento liberale di centrosinistra. La sinistra moderna si allea così con la maggioranza presidenziale durante l'elezioni municipali del 2008. La sua lista sindacale The Modern Left - UMP - New Center - MoDem vince per pochi voti in più il 16 marzo 2008 durante il secondo turno dell'elezioni municipali del 2008 a Mulhouse, con solo 168 voti in più rispetto alla lista del Partito Socialista guidata dal suo ex assistente municipale Pierre Freyburger. 
Il 15 gennaio 2008 chiede pubblicamente al presidente, rispettando le sue promesse, di accentuare la fine di Françafrique.
Durante il rimpasto ministeriale avvenuto il 18 marzo 2008 all'interno del governo di François Fillon II, Jean-Marie Bockel passa da Segretariato di Stato per la cooperazione e la Francofonia a Segretariato di Stato per la difesa e degli affari dei veterani. Diversi giornalisti vedono questo cambiamento come la conseguenza delle pressioni subita da parte dei presidenti Omar Bongo e Denis Sassou-Nguesso, insoddisfatti delle posizioni prese da Bockel riguardo alla Françafrique,. Robert Bourgi (che avrebbe partecipato a questo evento), consigliere "d'Africa" di Nicolas Sarkozy, confermò questa tesi durante un'intervista radiofonica con RTL, spiegando che era stato Omar Bongo a chiamarlo all'inizio del 2008 per richiedere un cambiamento, cosa che è stata fatta subito dopo,.
il 23 giugno 2009, da Segretario di Stato per la Difesa e degli affari dei veterani, riceve la nomina di Segretario di Stato per la giustizia. 
Quattro mesi dopo la fondazione di Mulhouse Alsace Agglomération (M2A), di cui è presidente, si dimette dal suo mandato di sindaco di Mulhouse il 21 febbraio, rimanendo comunque consigliere comunale; il suo primo assistente, l'UMP Jean Rottner, prende il suo posto al municipio. 
Jean-Marie Bockel ricopre incarichi ministeriali fino al 13 novembre 2010, data in cui non viene riconfermato nel terzo governo Fillon. 
Dopo aver lasciato il governo, torna nuovamente al suo mandato di senatore entrando a far parte del gruppo RDSE (UCR a partire dal 2011).
Il 6 gennaio 2012, si dichiara a favore della candidatura di Nicolas Sarkozy al primo turno delle elezioni presidenziali. Il 28 febbraio 2012, lancia il "Comitato nazionale per una Francia moderna con Nicolas Sarkozy".
Il 18 luglio 2012 presenta, a nome della commissione per gli affari esteri, la difesa e le forze armate del Senato, un rapporto intitolato: "Difesa informatica: una questione globale, una priorità nazionale" che promuove e mira al rafforzamento della protezione e della difesa dei sistemi d'informazione al più alto livello dello Stato e un'autentica strategia dell'Unione europea.
Il 3 marzo 2017, rinuncia a sostenere il candidato LR François Fillon alle nuove elezioni presidenziali.
Fino a settembre 2017 ricopre la carica di presidente di La Gauche moderne.
Nel settembre 2018 dichiara di non aver mai lasciato l'UDI e di farne ancora parte.
Il 6 febbraio 2024 Jean Marie Bockel è stato nominato “inviato personale” di Emmanuel Macron in Africa..
Nel novembre 2024, Jean-Marie Bockel presenterà al presidente Emmanuel Macron un rapporto sulla riconfigurazione della presenza militare francese in Africa. Il rapporto sostiene un partenariato “rinnovato” e “ricostruito” con i paesi africani..

## Prese di posizione

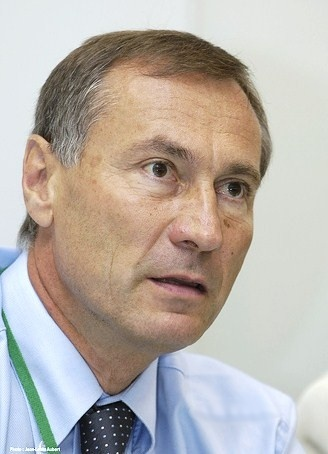
Jean-Marie Bockel.

Jean-Marie Bockel è stato da sempre percepito come il perfetto rappresentante dell'ala destra o social-liberale del Partito Socialista. 
Non ha mai nascosto la sua simpatia per i metodi del lavoro Tony Blair e si dichiara lui stesso social-liberale.
È un forte credente e sostenitore dell'unione fra socialismo e liberalismo, capaci di potersi fondere per ottenere il meglio e definisce la sua dottrina politica con le seguenti parole:
"Sì, siamo socialisti liberali. Socialisti, perché dobbiamo opporci alle lotte di potere e all'ingiustizia, alla necessità di un'emancipazione condivisa. Perché puntiamo alla giustizia e alla protezione sociale, alla riduzione delle disuguaglianze e alla promozione della solidarietà. Perché stiamo lavorando per condividere beni e diritti in tutto il continente e nel mondo. Socialisti, perché difendiamo lo spirito pubblico, che rende la società. Perché sosteniamo il principio dell'azione collettiva e proattiva"
Fervente difensore del Blairismo, si è dichiarato "Blairista, più che mai" nel 2006. 
Ha tradotto l'espressione Terza via (Troisième Voie) / Nuovo centro (le Nouveau Centre) del manifesto Blair / Schröder in "Terza sinistra" (Troisième Gauche), con riferimento alla scissione tra la prima e la seconda sinistra francese istituita da Michel Rocard.
Durante la sua carica di sindaco è stato acclamato per l'enfasi che ha posto sulla lotta alla delinquenza a Mulhouse. 
La sua elezione al Senato il 28 settembre 2014 sotto l'etichetta UDI, in seguito alla sua partecipazione ai governi Fillon e sotto la presidenza di Nicolas Sarkozy, dimostra il suo cambiamento nel suo pensiero politico.

## Vita privata
Jean-Marie Bockel è sposato con Marie-Odile Mayer, con cui ha avuto cinque figli (Sarah, François, Pauline, Marie e Pierre-Emmanuel).
Il 25 novembre 2019 il loro figlio più giovane, Pierre-Emmanuel Bockel, nato nel 1991, tenente del 5° regimento di elicotteri da combattimento di Pau, muore immediatamente dopo la collisione tra due elicotteri durante l'operazione Barkhane in Mali, durante la quale morirono altri tredici soldati.

## Dettagli sui mandati e cariche

### Al governo
- dal 19 febbraio 1986 al 20 marzo 1986: Ministro del commercio, dell'artigianato e del turismo (governo Fabius).
- dal 23 luglio 1984 al 19 luglio 1986: Sottosegretario di Stato presso il Ministro del commercio, dell'artigianato e del turismo Michel Crépeau (governo Fabius).
- dal 19 giugno 2007 al 18 marzo 2008: Sottosegretario di Stato alla cooperazione e La Francophonie presso il Ministro degli affari esteri ed europei, Bernard Kouchner (governo Fillon II).
- dal 18 marzo 2008 al 23 giugno 2009: Sottosegretario di Stato alla Difesa e ai Veterani presso il Ministro della Difesa, Hervé Morin (governo Fillon II).
- dal 23 giugno 2009 al 13 novembre 2010: Sottosegretario di Stato presso il Ministro della giustizia e delle libertà Michèle Alliot-Marie (governo Fillon II).

### In Parlamento
- Vice:
  - Dal 2 luglio 1981 al 23 agosto 1984: Deputato PS del 5° Alto Reno.
  - Dal 2 aprile 1986 al 14 maggio 1988: Deputato PS per Alto Reno (rappresentanza proporzionale).
  - Dal 23 giugno 1988 il 1º aprile 1993: Deputato PS del 5° Alto Reno.
  - Dal 1º giugno 1997 al 18 giugno 2002: Deputato PS del 5° Alto Reno.
- Senatore:
  - Dal 26 settembre 2004 al 19 giugno 2007: Senatore PS dell'Alto Reno.
  - Dal 14 dicembre 2010 al 30 settembre 2011: Senatore RDSE dell'Alto Reno.
  - Dal 1º ottobre 2011: Senatore UCR dell'Alto Reno.
  - Dal 28 settembre 2014: Senatore dell'UDI dell'Alto Reno.
- Altro:
  - Dal 1988 al 1993: presidente della commissione per le produzioni e gli scambi dell'Assemblea nazionale
  - Dal 23 maggio 2001 al 13 settembre 2007: presidente dell'associazione dei sindaci delle grandi città della Francia

### A livello locale
- Dal 1982 al 1988: consigliere generale dell'Alto Reno.
- Dal 1988 al 1989: Consigliere generale dell'Alto Reno (dimesso nel 1989).
- Dal 1989 al 2010: sindaco di Mulhouse (PS, poi LGM).
- Dal 1994 al 1997: Consigliere generale dell'Alto Reno (dimesso nel 1997).
- 1992: consigliere regionale dell'Alsazia (dimesso nel 1992).
- Dal 2001 al 2004: presidente della comunità di agglomerati di Mulhouse Sud Alsazia.
- Dal 2005 al 2009: vicepresidente della comunità di agglomerati di Mulhouse Sud Alsazia.
- Dal 2010 al 2017: presidente della comunità di agglomerati di Mulhouse Alsace Agglomeration.
- Da maggio 2010: Consigliere comunale di Mulhouse.

## Opere
- La terza sinistra, un piccolo manifesto social-liberale . Edizioni Val de France, marzo 1999.
- Traiettoria plurale, ministro di Mitterrand a Sarkozy, Alpharés, gennaio 2014.